# Theages albidias
Theages albidias là một loài bướm đêm thuộc phân họ Arctiinae, họ Erebidae.